# Vestibular da Universidade Estadual Paulista
O Vestibular Unesp é um concurso público destinado à seleção dos melhores estudantes para os cursos de graduação da UNESP, uma das três universidades estaduais paulistas, ao lado da USP e da UNICAMP.
Planejado, organizado, executado e supervisionado pela Fundação VUNESP , o exame é semestral.
No Vestibular de Inverno ou Vestibular Meio de Ano (como é referido oficialmente), realizado em julho, são oferecidas em média 500 vagas, número que vêm caindo sensivelmente ao longo dos últimos anos (no Vestibular de Inverno 2014, assim como no Vestibular de Inverno 2013, estão sendo oferecidas 420 vagas, antes 465 em 2012, 510 em 2011 e 550 em 2010). Caso essa redução no número de vagas oferecidas continue ocorrendo, a tendência é que em alguns anos o Vestibular de Inverno deixe de ser realizado.
O Vestibular de Verão (ou simplesmente Vestibular) começa a ser realizado na primeira quinzena de novembro, tendo sua Segunda Fase normalmente na segunda quinzena de dezembro. São oferecidas em média 7.000 vagas anualmente (7.259 em 2014, ante 7.014 em 2013), número que têm crescido progressivamente ao longo dos anos, tanto em função das vagas "repassadas" do Vestibular de Inverno quanto da criação de novas vagas, em decorrência da criação de novos cursos e/ou novos campi.

## A Avaliação dos Candidatos
A avaliação dos candidatos ocorre em duas fases, durante três dias, sendo os dois últimos consecutivos. As provas são iniciadas sempre às 14h (Horário de Brasília) e têm duração máxima de 4 horas e 30 minutos.

## A Primeira Fase
A Primeira Fase, comumente realizada na primeira quinzena de novembro, ao longo de um único dia, consta de uma Prova de Conhecimentos Gerais, com 90 questões no formato de testes de múltipla escolha, cada qual com 5 alternativas de resposta.
A prova é dividida em três áreas do conhecimento, especificadas nos Parâmetros Curriculares Nacionais do Ensino Médio, contendo trinta questões para cada uma das áreas. As áreas e suas disciplinas específicas estão listadas abaixo.
• Linguagens e Códigos: elementos de Língua Portuguesa, Literatura da Língua Portuguesa, Língua Inglesa, Educação Física e Arte.
• Ciências Humanas: elementos de História, Geografia e Filosofia.
• Ciências da Natureza e Matemática: elementos de Biologia, Química, Física e Matemática.
Cabe observar que, embora a prova aborde assuntos referentes à Literatura da Língua Portuguesa, a VUNESP, diferentemente da Fuvest e da Comvest, não adota uma lista de obras de leitura obrigatória.

## A Segunda Fase
A Segunda Fase, comumente realizada na segunda quinzena de dezembro, ao longo de dois dias consecutivos, consta de uma prova de Conhecimentos Específicos, com trinta e seis questões discursivas, e uma prova de Produção Textual, do gênero dissertativo.
No primeiro dia, é aplicada a prova de Conhecimentos Específicos, com vinte e quatro questões, divididas em doze de Ciências Humanas (abordando elementos de História, Geografia e Filosofia) e doze de Ciências da Natureza e Matemática (abordando elementos de Biologia, Química, Física e Matemática).
No segundo dia, é aplicada a segunda parte da prova de Conhecimentos Específicos, com doze questões de Linguagens e Códigos (abordando elementos de Língua Portuguesa, Literatura da Língua Portuguesa, Língua Inglesa, Educação Física e Arte) e a prova de Produção Textual, do gênero dissertativo.

## Cidades
As provas comuns do Vestibular são aplicadas nas seguintes cidades:
• No Estado de São Paulo
- Americana, Araçatuba, Araraquara, Assis, Bauru, Botucatu, Campinas, Dracena, Franca, Guaratinguetá, Guarulhos, Ilha Solteira, Itapeva, Jaboticabal, Jundiaí, Marília, Ourinhos, Piracicaba, Presidente Prudente, Registro, Ribeirão Preto, Rio Claro, Rosana, Santo André, São João da Boa Vista, São José do Rio Preto, São José dos Campos, São Paulo, São Vicente, Sorocaba e Tupã
• Em outros Estados
- Brasília (DF), Dourados (MS), Três Lagoas (MS) e Uberlândia (MG).
O candidato que fizer opção pelos cursos do Instituto de Artes de São Paulo deverá realizar as provas de Habilidades Específicas na cidade de São Paulo. Para os cursos de Arquitetura e Urbanismo e Design da Faculdade de Arquitetura, Artes e Comunicação, o candidato poderá fazer a opção, no ato da inscrição, pelas cidades de Bauru ou São Paulo.

## Classificação
Será desclassificado o candidato que não comparecer a uma das provas ou que obtiver nota igual ou inferior a 20 na Prova de Conhecimentos Gerais, sem considerar a nota do ENEM, ou zero na prova de Conhecimentos Específicos ou na Redação.
Em caso de empate na nota final, os critérios para desempate serão, pela ordem:
• maior nota na 2ª fase
• maior nota na Redação
• maior nota no componente Ciências da Natureza e Matemática da Prova de Conhecimentos Específicos
• maior nota no componente Ciências Humanas da Prova de Conhecimentos Específicos
• idade mais elevada (considerando-se os anos, meses e dias a partir do nascimento)